# 138街-大廣場車站
138街-大廣場車站（英語：138th Street–Grand Concourse station）是紐約地鐵IRT傑羅姆大道線一個慢車地鐵站，位於布朗克斯莫特哈文東138街與大廣場的T字型路口交界，設有4號線（任何時候停站（除繁忙時段的尖峰方向外））與5號線（任何時候停站（深夜除外））列車服務。

## 車站結構
| G        | 街道               | 出入口 |
| M        | 夾層               | 閘機、車站詢問處 |
| P 月台層 | 側式月台，右側開門 | 側式月台，右側開門                                                                                                   |
| P 月台層 | 北行               | 往伍德羅恩（149街-大廣場（傑羅姆大道）） · 往代里大道（黃昏繁忙時間）/涅雷大道（其餘時間）（149街-大廣場（白原路）） |
| P 月台層 | 尖峰特快           | 不停靠 |
| P 月台層 | 南行               | 往皇冠高地-猶提卡大道（深夜時往新地段大道）（125街） · 平日往夫拉特布殊大道-布魯克林學院、週末往滾球綠地（125街）    |
| P 月台層 | 側式月台，右側開門 | |

直至1972年為止，此站設有與紐約中央鐵路哈萊姆分部和哈德遜分部的138街車站連通。這個地下車站於1918年7月17日啟用，成為全線最新的地鐵站。設有兩個側式月台和三條軌道，亦是除149街-大廣場車站外全線唯一位於地下的車站。
此站是IRT傑羅姆大道線最南端的車站。往南，路線跨過哈萊姆河進入曼哈頓東哈萊姆，三條軌道匯合成兩條後再與IRT佩勒姆線軌道匯合，成為四線的IRT萊辛頓大道線。往北，慢車軌道分支成兩條。其中一條（內側）繼續沿傑羅姆大道而行，另一條（外側）下降至下層並大幅轉向，在149街-大廣場車站西面與IRT白原路線直接匯合。5號線列車於日間使用這些軌道。
2011年，倡導團體另類交通對地鐵乘客進行調查，以便「rank the stank」（即就系統內最臭的地鐵站進行投票）。此站在四個被提名的地鐵站中排行最臭，得票有35%。

## 外部連結
- nycsubway.org—IRT Woodlawn Line: 138th Street (Mott Haven)
- Station Reporter — 4 Train
- Station Reporter — 5 Train
- The Subway Nut — 138th Street–Grand Concourse Pictures（页面存档备份，存于）
- 138th Street and Grand Concourse entrance from Google Maps Street View（页面存档备份，存于）
- Platforms from Google Maps Street View （页面存档备份，存于）